# 2008 en Côte d'Ivoire
Cet article présente les faits marquants de l'année 2008 en Côte d'Ivoire.

## Évènements
- Jeudi 20 mars 2008 : selon l'ONG Global Witness, les ex-rebelles du nord du pays continuent d'exploiter une « économie de guerre » alimentée par des taxes illégales prélevées sur la production de cacao et des diamants.
- Samedi 14 juin 2008 : le ministre des Affaires étrangères français, Bernard Kouchner, est en visite pour deux jours, la première depuis près de cinq ans. Le président Laurent Gbagbo estime que le nouveau gouvernement de la France a une attitude plus constructive envers son pays et qu'une « re-normalisation des relations » est en cours[1]. : « Depuis l'année 1956, il y avait dans la relation entre la France et l'Afrique francophone l'idéologie de la Françafrique. Depuis cette époque-là, c'est la première fois que l'on dit halte là aux dérives occasionnées par cette doctrine. [...] Le fait [que le président Sarkozy] ait dit qu'il n'y aurait plus de base en Côte d'Ivoire nous convient parfaitement. »
- Juillet 2008, affaire Kieffer : le procureur d'Abidjan avance une « piste française » pour élucider ce dossier et demande l'inculpation de quatre Français, dont Jean-Michel Aron-Brunetière, qui avaient fait partie d'une société d'expertise sur le cacao pour laquelle le journaliste franco-canadien, Guy-André Kieffer, avait travaillé comme consultant[2].
- Mardi 25 juin 2008 : un groupe d'assaillants armés et non identifiés ont attaqué un entrepôt d'armes de l'ex-rébellion ivoirienne des Forces nouvelles (FN) à Séguéla (centre-ouest de la Côte d'Ivoire). Huit des assaillants ont été tués et un mort et trois blessés du côté des Forces nouvelles[3].
- Jeudi 27 novembre 2008 : selon l'Institut national de la statistique ivoirien, 48,93 % de la population vit en 2008 en dessous du seuil de pauvreté avec moins de 661 francs CFA (1 euro) par jour et par personne. L'enquête a relevé « une augmentation généralisée de la pauvreté entre 2002 et 2008 » due à la crise politico-militaire déclenchée en 2002; les zones rurales sont les plus touchées.
- Mercredi 24 décembre 2008 : le président Laurent Gbagbo et le premier ministre Guillaume Soro, ancien chef de la rébellion des Forces Nouvelles signent l'accord intégrant les ex-rebelles dans les forces de sécurité ivoiriennes[4],[5].